# Детонаційне напилювання

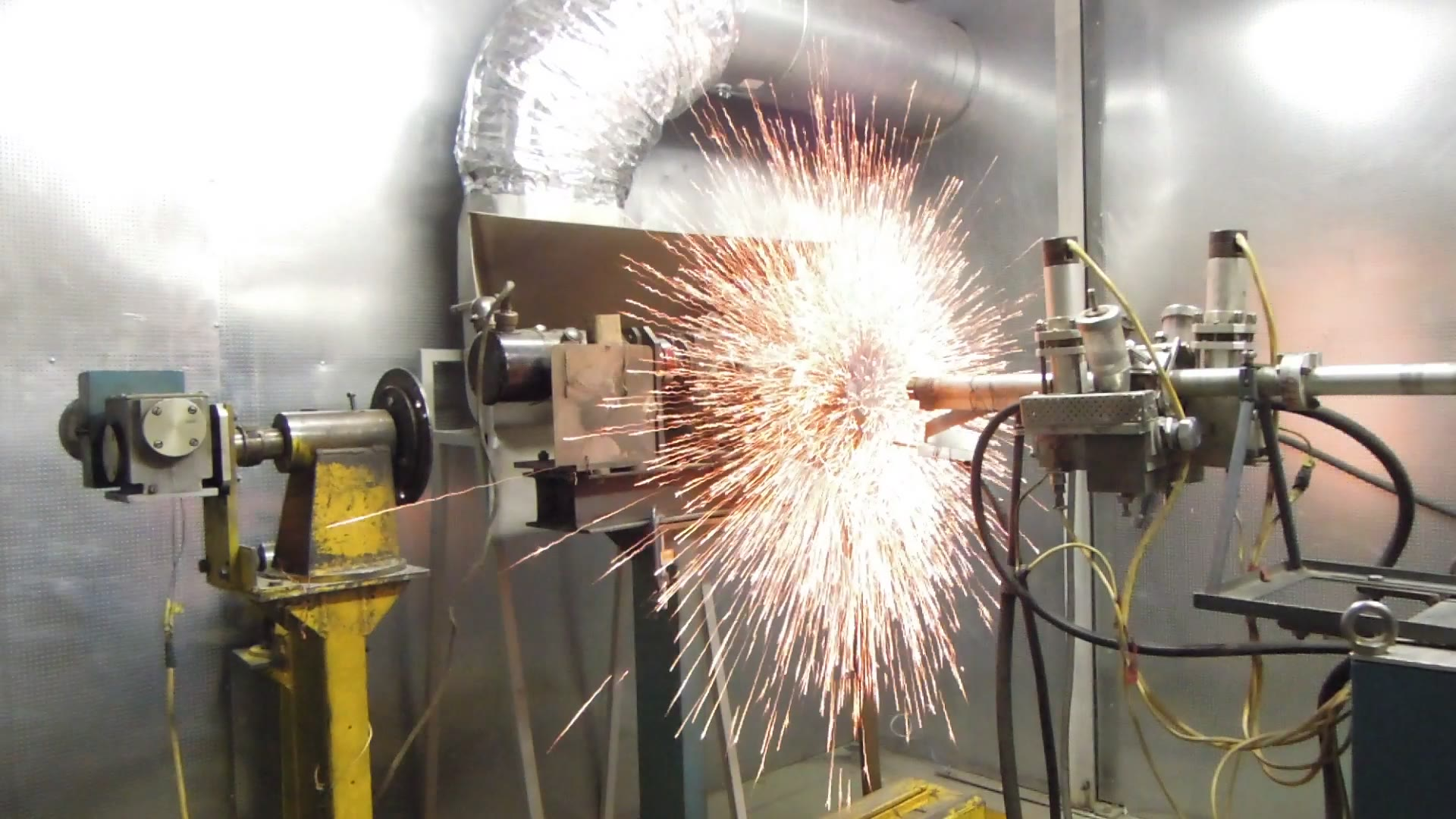
Устаткування детонаційного напилювання у роботі

Детонаці́йне напи́лювання — газотермічне напилювання, під час якого використовується струмінь продуктів детонації.
Детонаційне напилювання — це технологія нанесення покриттів, у якій для розігрівання і розгону порошкоподібного матеріалу використовується енергія вибуху газової суміші. Порошковий матеріал внаслідок взаємодії з продуктами детонації набуває значної теплової та кінетичної енергій. В результаті детонаційного напилювання отримується детонаційне покриття. Цей процес використовується для нанесення на поверхні продуктів із порошків металів, їх сплавів, оксидів, тугоплавких сполук, різних композицій, які не повинні розкладатися чи випаровуватись у продуктах детонації і повинні мати різницю між температурами плавлення та кипіння не менше, ніж 200 °С.

## Принцип реалізації детонаційного напилення
Детонаційне нанесення покриттів — дискретний процес, що здійснюється послідовним виконанням наступних операцій, які входять в одиничний цикл (постріл):
- заповнення вибуховою газовою сумішшю ствола детонаційної гармати;
- подавання з використанням технологічного (транспортного) газу порошку у ствол гармати;
- вибух газової суміші у стволі (залежно від складу вибухової суміші швидкість детонаційної хвилі може досягти 3000 м/с, а температура продуктів детонації — 3200 °С);
- внаслідок взаємодії з високотемпературними продуктами детонації частинки порошку нагріваються до пластичного чи рідинного стану і, на виході зі ствола, набувають швидкості 900…1500 м/с. При зіткненні частинок з поверхнею напилення на ній утворюється щільна пляма покриття. Далі цикл повторюється.

Швидкість і температура частинок залежить від виду горючого газу, співвідношення кисню та горючого газу в суміші, кількості в суміші технологічного газу (азоту або повітря), їх витрат, кількості введеного у ствол порошку, його густини та гранулометричного складу, конструкційних особливостей устаткування тощо.

## Переваги та недоліки
Переваги детонаційного методу:
- висока адгезія покриття (80…250 МПа);
- низька пористість покриття (0,5…1%);
- відсутність деформації деталі, яка напилюється.

До основних недоліків відносяться:
- високий рівень шуму в приміщенні, де відбувається детонаційне напилення покриттів, рівень якого досягає 140 дБ;
- наявність продуктів згоряння суміші горючий газ—кисень з утворенням шкідливих компонентів (СО, вуглеводні сполуки, оксиди азоту, тощо);
- наявність великої концентрації в навколишньому середовищі частинок порошку напилення.
- низька продуктивність і недостатня надійність існуючого обладнання.

## Основні технологічні параметри детонаційного напилення
До основних технологічних особливостей детонаційного нанесення покриттів можна віднести:
- можливість отримання покриття з малою пористістю та високою міцністю зчеплення покриття з основою більшості порошків, які плавляться при температурі до 2800 °С без розкладання;
- нанесення покриття на метали (з твердістю поверхні до 60 HRC), кераміку, скло, пластмаси та інші матеріали за відсутності деформації поверхні напилення;
- можливість керування хімічним складом продуктів детонації (відновлювальний, нейтральний, окиснювальний) та енергетичними характеристиками процесу через регулювання складу газової суміші.

До базових технологічних параметрів детонаційного напилення належать:
- витрати горючого газу (ацетилену, пропану, водню) та кисню, залежно від конструкції устаткування — від 0,2 до 6,0 м³/год;
- тиск газів — 0,05…0,15 МПа;
- час циклу процесу 0,2…0,5 с або скорострільність, 2…5 Гц;
- витрати порошку знаходяться в межах 0,5…4,0 кг/год та його грануляція  —10…50 мкм. Протягом одного циклу на поверхню напилення переноситься від 0,02 до 0,15 г розпилюваного матеріалу;
- дистанція напилення вибирається залежно від матеріалу виробу, його розмірів, форми, розпилюваного матеріалу, товщини покриття в межах від 50 до 200 мм.

Теплова потужність детонаційних газових струменів становить 105—107Вт. Порівняно з іншими горючими газами найвищу ефективність дає використання для детонаційного напилення суміші ацетилену з киснем і меншу — пропан-бутану з киснем.
Необхідну товщину покриття отримують багаторазовим повторенням циклів процесу, переміщенням виробу перед зрізом ствола гармати. Крок переміщення не повинен перевищувати половини діаметра плями напилення.
До особливостей детонаційного способу нанесення покриттів належать вимоги до твердості поверхні напилення, яка не повинна перевищувати 60 HRC. Поверхня виробу, яка підлягає напиленню, може бути оброблена з метою отримання на ній необхідної шорсткості і не повинна мати гострих кромок.
Експериментально встановлено, що при детонаційному напиленні температура частинок поблизу поверхні напилення може досягти 1400–1600 °С і більше. Тиск, який діє на розплавлену частинку при ударі об основу, підвищує температуру кристалізації на 300 °С.

## Використання
Детонаційне напилення у силу свого дискретного характеру є економічним, але не дуже продуктивним методом (у порівнянні, наприклад, з високошвидкісним газополуменевим напиленням). Як правило, воно є ефективним для напилення поверхонь площею не більше декількох квадратних сантиметрів. Завдяки високій щільності та адгезії одержуваних детонаційним способом покриттів такі технології застосовуються в авіаційній, автомобільній та інших галузях машинобудування.
Технологія детонаційно-газового напилювання дозволяє не лише відновити робочі поверхні деталей, але і істотно підвищити експлуатаційний ресурс за рахунок застосування зносостійких матеріалів